# Parque nacional de Mkomazi
El Parque nacional de Mkomazi (en suajili: Hifadhi ya Mkomazi) está situado en el noreste de Tanzania, en la frontera con Kenia. Fue establecido en 1951 y se encuentra en la región del Kilimanjaro y la de Tanga.
La reserva abarca más de 3200 km² y está dominada por la vegetación como Acacia, Commiphora; es contigua al parque nacional del este de Tsavo en Kenia. El área comúnmente llamada "Mkomazi" es en realidad la unión de dos reservas de caza, la Reserva de Caza Umba en el este (en el distrito de Lushoto, en la región de Tanga) y la Reserva de Caza Mkomazi en el Oeste (en el mismo distrito, región del Kilimanjaro); en documentos del gobierno es a veces llamado reservas de caza Mkomazi / Umba nombres bastantes curiosos. 